# طرماح بن عدی
طِرِمّاح بن عَدِیّ بن جَبَلَة بن عَدِیّ (زنده در ۶۰ ق) از یاران امام علی بن ابی طالب و امام حسین بن علی و از شاعران شیعه.
او نامه امیرالمؤمنین امام علی بن ابی طالب را به معاویه رساند، میان او و معاویه گفتگویی صورت گرفت. طرماح از کوفیانی بود که در عذیب الهجانات با امام حسین بن علی دیدار کرد، وی ضمن رساندن خبر کشته‌شدن قیس بن مسهر، و آگاه کردن امام از احوال کوفیان، پیشنهادهایی نیز به آن حسین بن علی داد که مورد پذیرش او قرار نگرفت. طرماح سپس با اجازه امام حسین (عليه السلام)  به سوی عیال و قبیله خود رفت، اما هنگامی که برگشت در همین منزلگاه خبر کشته‌شدن امام حسین را شنید را شنید.

## قبیله
طرماح از قبیله طی و برادر حجر بن عدی است. از او چندین بیت شعر نیز نقل شده‌است. ابن کثیر دمشقی از او با «الطرماح بن عدی الشاعر» یاد می‌کند.
شیخ طوسی از او در شمار یاران امیرالمؤمنین ام بن ابی طالب و امام حسین بن علی یاد می‌کند.

## دوران امیر المومنین
پس از جنگ جمل امیرالمومنین علی ابن ابی طالب، در پاسخ به نامه معاویه، نامه‌ای به او نگاشت، طرماح آن نامه را به شام و نزد معاویه برد. او وقتی که بر معاویه وارد شد گفت: السلام علیک ایها الملک؛ سلام بر تو ای پادشاه. معاویه گفت: چرا مرا امیرالمؤمنین خطاب نکردی؟ طرماح در پاسخ گفت مؤمنین ما هستیم، چه کسی تو را بر ما امارت داده که تو را امیر بخوانم؟
او در مناظره با معاویه با فصاحت و بلاغت سخن گفت. آقا بزرگ از مناظره او با معاویه یاد کرده‌است.
ظاهراً یک محقق آلمانی دیوان ابوطفیل را همراه با دیوان طرماح به طبع رسانیده و کرنکو هر دو را به انگلیسی ترجمه کرده‌است.

## دوران امام حسین (عليه السلام)
در میانه راهِ کربلا، در منزلگاه عذیب الهجانات، چهار سوار از کوفه به امام حسین پیوستند که طرماح راهنما و یکی از آنان بود، چون حرّ خواست آنان را بازداشت، امام  آنان را یاران خود خواند و از آن‌ها محافظت کرد. در مسیر آمدن سوی امام حسین ، طرماح این اشعار را خواند.
|یا ناقتی لا تذعری من زجری
|و شمری قبل طلوع الفجر
بخیر رکبان و خیر سفری
حتی تجلی بکریم النجر
أتی به الله بخیر أمری
ثمت أبقاه بقاء الدهر
ای شتر من! از زجر ضربه‌هایم ناراحت مباش
مرا قبل از سپیده صبح به مقصد برسان
با بهترین سواران و در بهترین سفرها
|تا مرا به مردی برسانی که کرامت، در سرشتش است
خدا او را برای انجام بهترین امور بدین جا آورده
خدایا تا آخر دنیا نگاهدارش باش.
طرماح، خبر کشته‌شدن قیس بن مسهر را به امام رساند.
طرماح راهنمای کاروان امام حسین بن علی، از بیراهه به سمت کوفه بود او ضمن حرکت، اشعاری را در منزلت کاروانیان و مذمت بنی‌امیه و دشمنان امام حسین زمزمه می‌کرد.

## پیشنهاد به امام
طرماح به امام حسین علیه السلام گفت: با شما یارانِ اندکی می‌بینم و همین لشکریان حرّ در مبارزه با شما پیروزند و من یک روز پیش از آمدن از کوفه، مردم انبوهی را دیدم که آماده جنگ با شما می‌شدند و من تاکنون چنین لشکر عظیمی ندیده بودم، تو را به خدا سوگند! تا می‌توانی به آنان نزدیک مشو.
- اگر می‌خواهی به سوی قبیله من بیا، چرا که در آن‌جا کسانی هستند که تو را یاری کنند، امام حسین بن علی  در جواب فرمود: که گریختن و زن و فرزند را رها کردن برای من عار است.
- بیا به کوه بنی طی برویم، او گفت بیست هزار طائی را برای جنگ خدمت امام می‌آورد.[۱۳] امام فرمود: خداوند تو و قبیله‌ات را جزای خیر دهد. ما و این گروه (اصحاب حرّ) پیمانی بسته‌ایم که نمی‌توانم از آن بازگردم.[۱۴]

سپس از امام حسین علیه السلام  اجازه خواست تا طعامی به خانواده‌اش برساند و بازگردد؛ ولی او در راه بازگشت، زمانی که به عذیب هجانات رسید، خبر کشته‌شدن حسین بن علی علیهماالسلام را شنید.